# Pannonia Film Studio

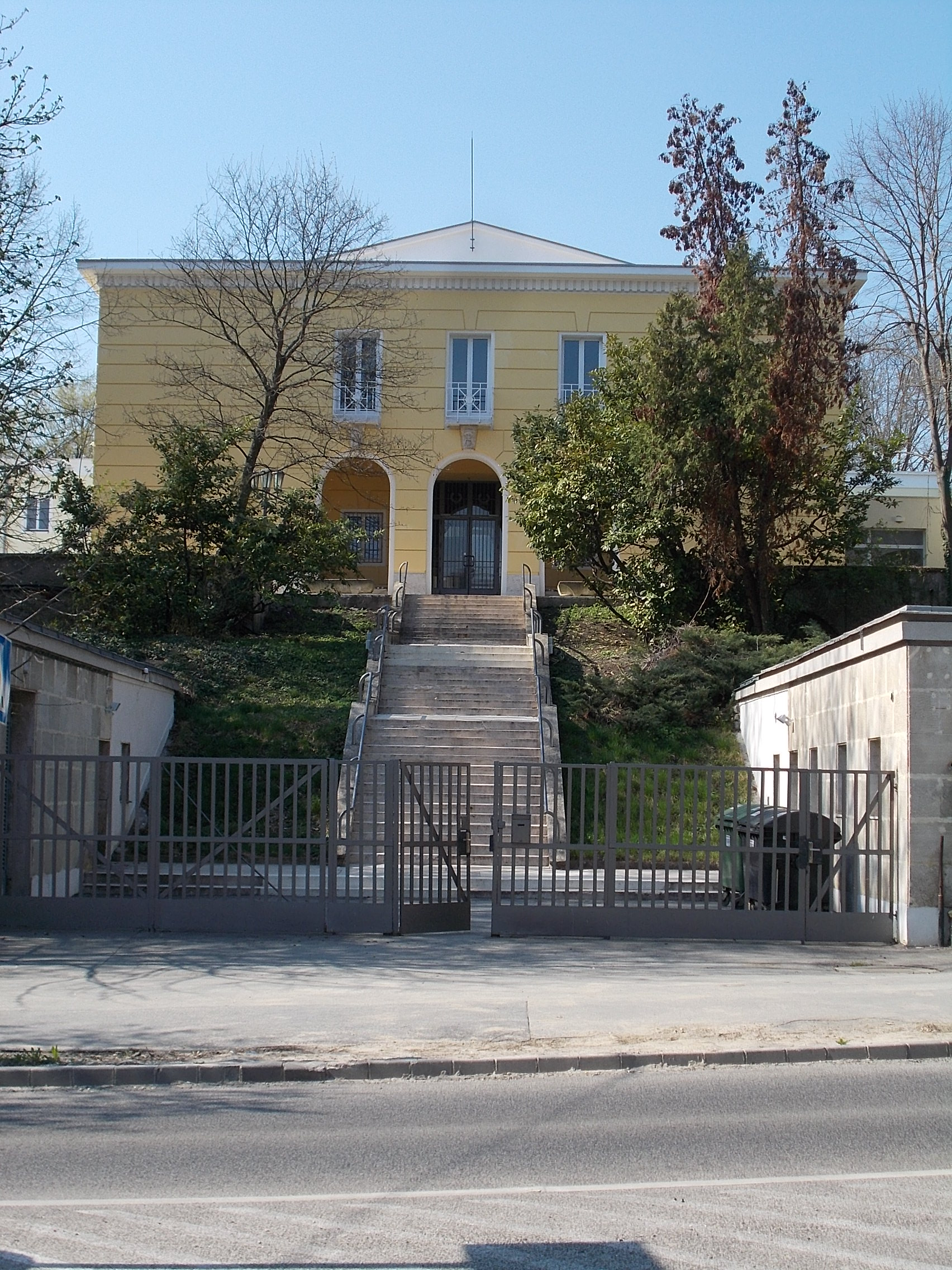
Siedziba studia Pannonia Film Studio

Pannonia Film Studio (również MAFILM Pannónia Filmstúdió) – jedno z największych studiów animacji na Węgrzech, miało swoją siedzibę w Budapeszcie.
Firma powstała w 1951, w 1957 stała się niezależnym studiem. Ze studiem współpracowali Attila Dargay, Marcell Jankovics, József Gémes, Ottó Foky, Ferenc Rofusz, Gábor Csupó, Sándor Reisenbüchler, István Orosz, Líviusz Gyulai, Dóra Keresztes i Zsolt Richly. Zostało zamknięte ok. 2015.